# Southwest Florida
La Southwest Florida («Floride du sud-ouest») est une région de la Floride aux États-Unis.

## Description
La région est située le long des côtes du golfe du Mexique, à l’ouest du lac Okeechobee et en grande partie au nord des Everglades. Elle englobe les comtés de Charlotte, DeSoto, Glades, Hendry, Lee, Sarasota, Manatee et Collier. Certains considèrent parfois qu’elle englobe une partie du comté de Monroe.
La plus importante cité de la région est Cape Coral. On y trouve également Bradenton, Bonita Springs, Sarasota, Naples, Venice et Fort Myers et Punta Gorda.

## Économie
La région est moins développée que les régions voisines de Central et South Florida. L’agriculture est importante pour l’économie de la région avec notamment des cultures de tomates, de cannes à sucre et d’agrumes. L’élevage bovin est également présent dans la zone. L’agriculture offre de nombreux emplois saisonniers.
Le tourisme est également important pour la région grâce au climat tropical de la région. L'Aéroport international du sud-ouest de la Floride situé à Fort Myers a accueilli près de 7,6 millions de passagers en 2006 et relie en vol direct l’Europe. L'aéroport international de Sarasota-Bradenton accueille de son côté environ 1.42 million de passagers la même année. Le port de Manatee est quant à lui un port important pour la région.